# BKV Zrt.

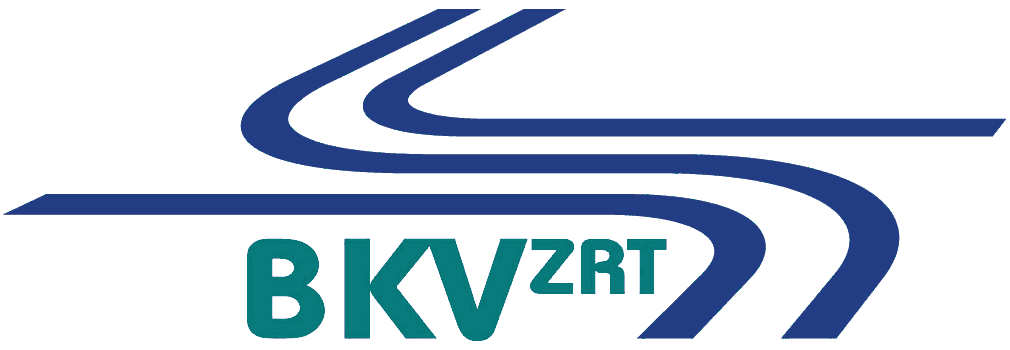
Logo der BKV

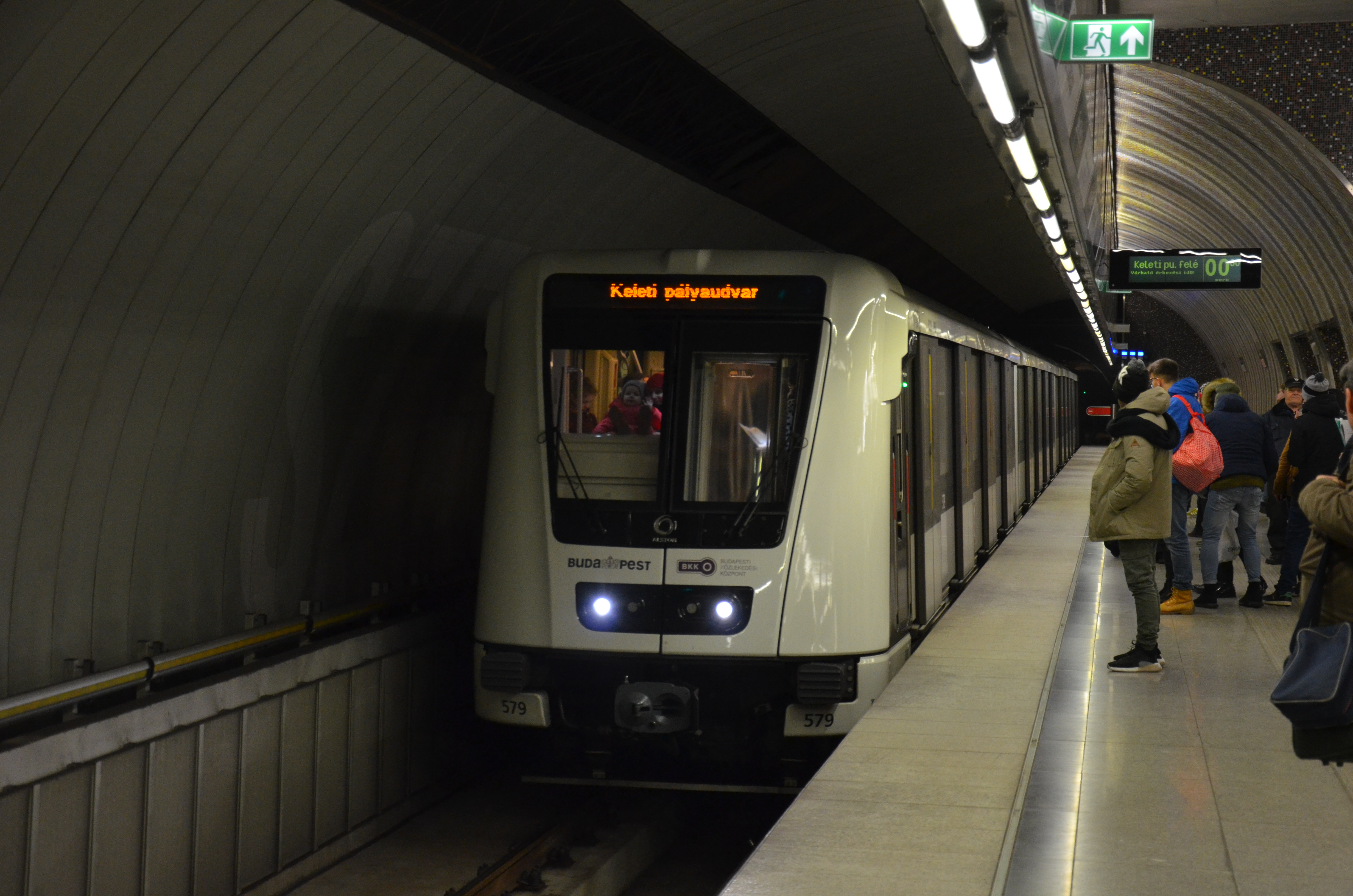
Ein Metrozug des Typs Alstom Metropolis auf der Linie M4 in der Station Szent Gellért tér

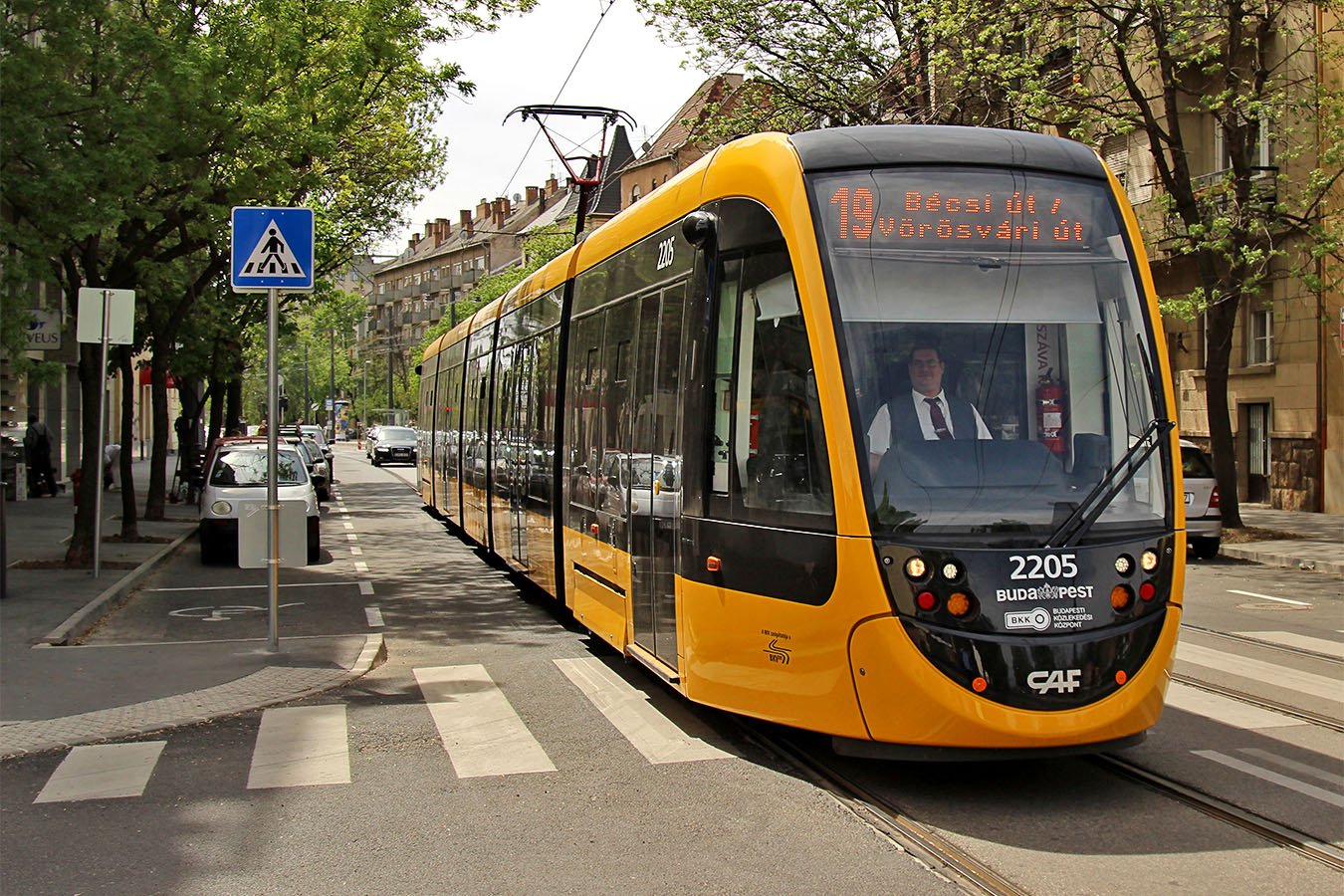
Straßenbahnwagen des Typs CAF Urbos auf der Linie 19

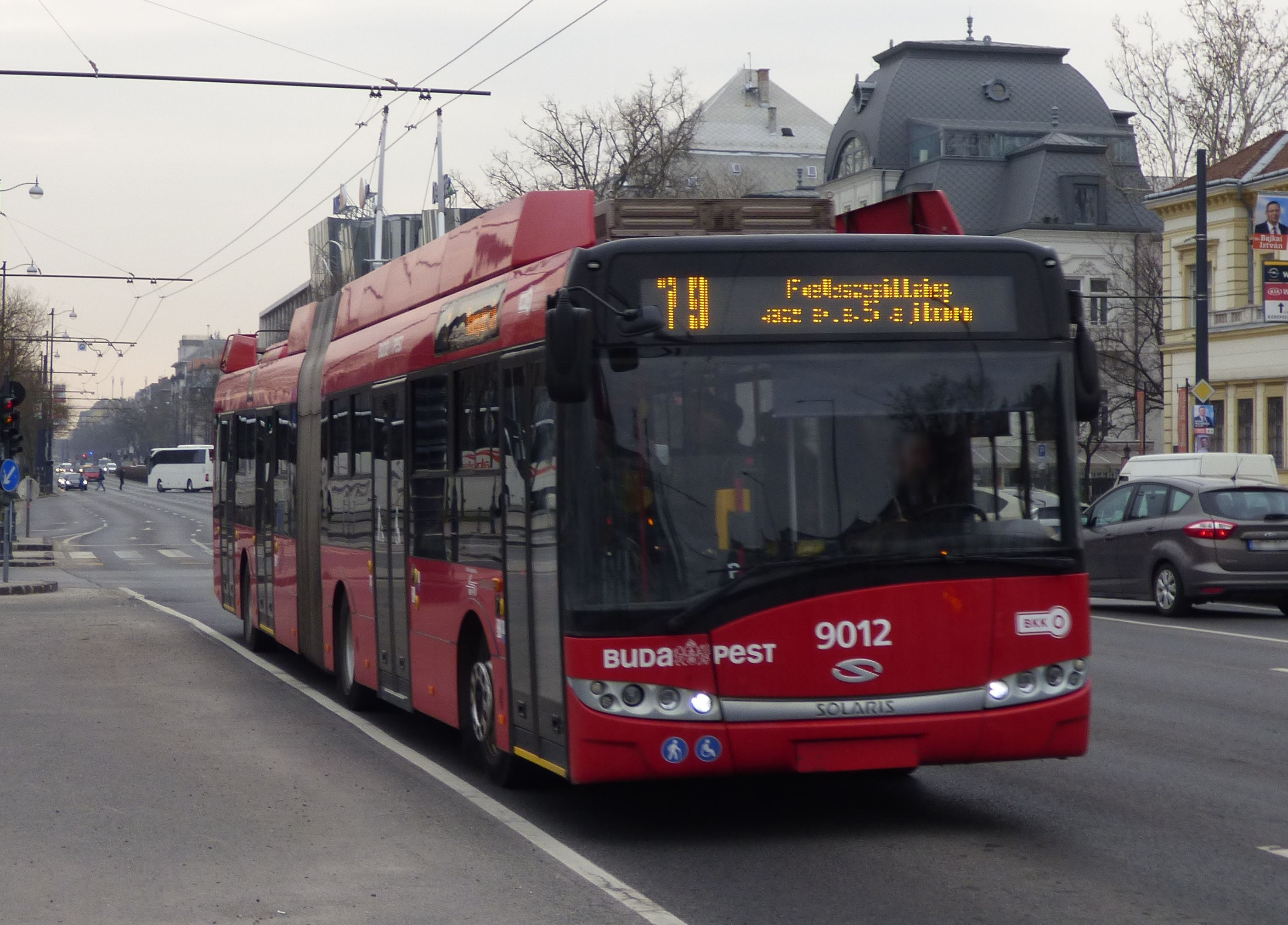
Trolleybus des Typs Solaris Trollino 18 auf der Linie 79

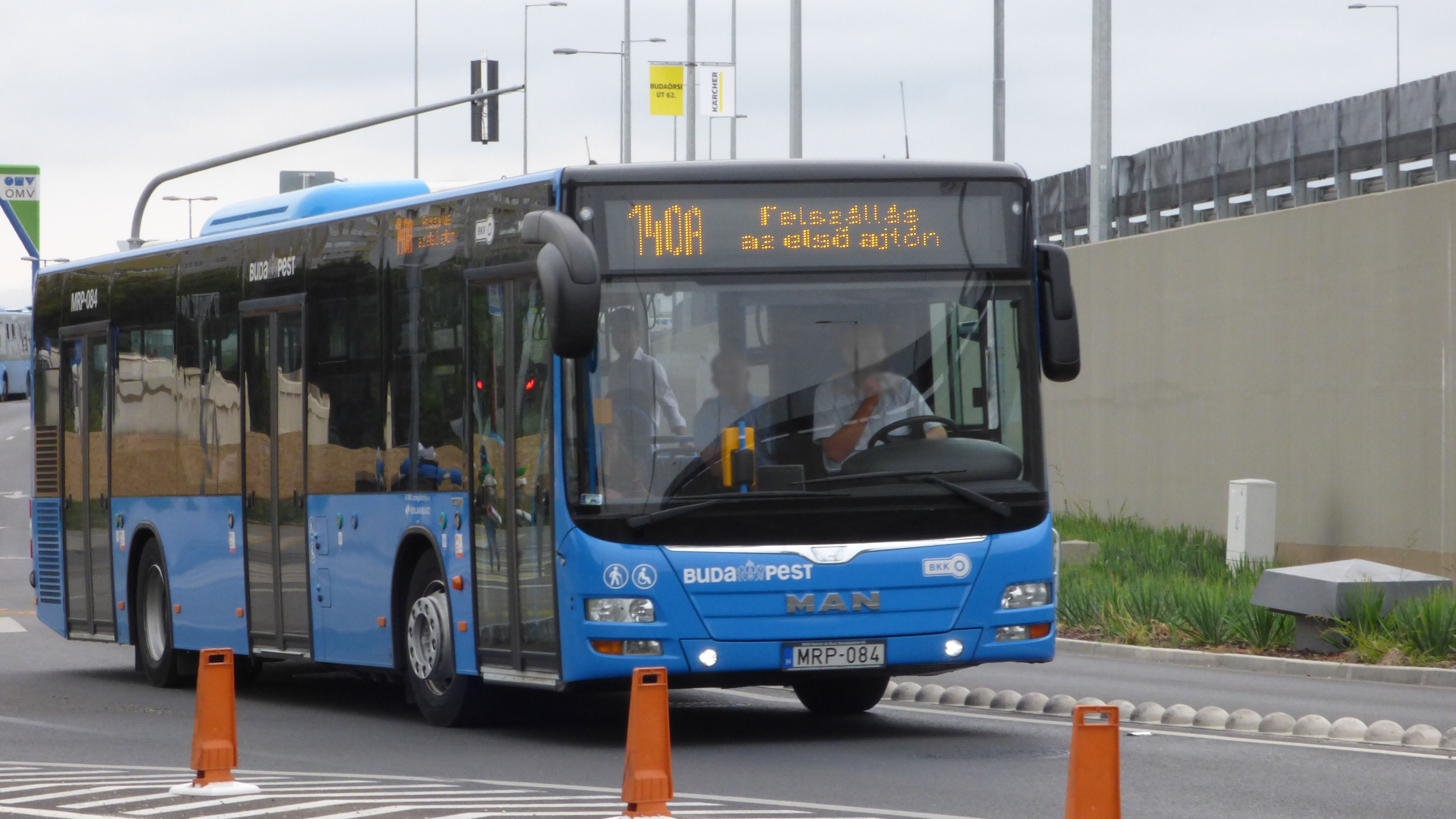
Autobus des Typs MAN Lion’s City auf der Linie 140A

Die BKV Zrt. (kurz: BKV, ausgeschrieben: Budapesti Közlekedési Zártkörűen Működő Részvénytársaság) ist ein Verkehrsunternehmen, das den Großteil des öffentlichen Personennahverkehrs in der ungarischen Hauptstadt Budapest durchführt.

## Fahrzeuge
Die der Stadt Budapest gehörende BKV betreibt eine Flotte aus verschiedenen Verkehrsmitteln. Dazu gehören vier Metrolinien, 33 Straßenbahnlinien, 15 Trolleybuslinien sowie 271 Autobuslinien, davon 40 Nachtlinien. Bis 2016 betrieb das Unternehmen außerdem noch die Vorortbahn Budapesti Helyiérdekű Vasút (BHÉV).
Den unterschiedlichen Verkehrsmitteln sind individuelle Kennfarben zugeordnet, so sind die Straßenbahnwagen gelb, die Trolleybusse rot und die Autobusse blau. Nur die Metrowagen sind nicht einheitlich: während jene auf der M1 gelb und die auf M2, M3 und M4 weiß lackiert sind.
Bereits im Jahr 1896 wurde, zum 1000. Gründungstag des ungarischen Staates, die erste U-Bahn des europäischen Festlands unter dem Namen „Földalatti“ eingeweiht. Das Netz der Metro ist weniger stark ausgebaut, wird aber durch die Straßenbahn gut ergänzt. Neben der ersten Linie (jetzt M1) existieren zwei mit sowjetischer Hilfe gebaute Linien (M2 und M3). Eine vierte Linie (M4) wurde 2014 in Betrieb genommen, sie ist behindertengerecht mit Fahrstühlen an allen Stationen. Insgesamt hat das Netz der Metro zurzeit eine Länge von 38 Kilometern und verfügt über 48 Stationen.
Zwischen März 2006 und Mai 2007 lieferte Siemens Transportation Systems 40 Niederflur-Straßenbahnwagen vom Typ Siemens Combino. Mit 54 Metern Länge gehören diese Wagen zu den längsten Straßenbahnwagen der Welt. Sie verkehren auf der Linie 4–6, die das weltweit höchste Fahrgastaufkommen bei Straßenbahnen hat. Die seit 2016 auf der Linie 1 eingesetzten neunteiligen CAF Urbos 3 sind mit 56 Metern Länge neuer Rekordhalter. Von der Üstra (Stadtbahn Hannover) hat die BKV gebrauchte Stadtbahnwagen des aus den 1970er Jahren stammenden Typs TW 6000 erworben.
Schon Ende 1887 fuhr erstmals ein von Siemens gebauter elektrischer Straßenbahnwagen vom Westbahnhof zur Király utca.

## Statistik
Der Anteil des ÖPNV am gesamten Verkehrsaufkommen Budapests beträgt zurzeit circa 55 Prozent. Dieser Wert ist rückläufig: Während der sozialistischen Zeit betrug dieser Anteil noch 80 Prozent.

## Finanzen
Seit dem Fall des eisernen Vorhangs leidet die BKV unter Geldmangel. Die Einnahmen aus den Ticketverkäufen decken nicht einmal 50 Prozent der Kosten. In den Jahren 2004 und 2005 wurden 100 Niederflurbusse des Herstellers Volvo geleast, um einen Schienenersatzverkehr für die Metrolinie M2 durchführen zu können, die nach 40 Jahren Betrieb dringend modernisiert werden musste. Außerdem wurde entschieden, neue U-Bahn-Züge für die modernisierte Linie M2 und die sich damals in Bau befindliche Linie M4 anzuschaffen. Laut der Tageszeitung „Magyar Nemzet“ betrugen Anfang 2010 die Schulden der BKV ca. 333 Mio. Euro.
Anfang 2012 geriet die BKV in enorme finanzielle Probleme. Im Januar waren sämtliche Ersatzteile in den Lagern aufgebraucht. Gemäß Medienberichten genügt der Diebstahl von 20 Metern Stromleitungskabeln, um den Betrieb auf der ganzen betroffenen Linie einstellen zu müssen, da man nicht in der Lage ist, die gestohlenen Kabel zu ersetzen, und das Netz zu schließen.

## Tickets
Ein Einzelfahrschein (Vonaljegy) ist ab seiner Entwertung 60 Minuten gültig. Beim Umsteigen muss ein weiterer Fahrschein entwertet werden, ausgenommen beim Umsteigen zwischen den Metro-Linien, wenn dabei der innere Stationsbereich nicht verlassen wird. Für Kurzstreckenfahrten mit der Metro bis maximal drei Stationen und maximal 30 Minuten gibt es eine Kurzstreckenkarte (Metrószakaszjegy).
Ein Umsteigefahrschein (Átszállójegy) berechtigt zum einmaligen Umsteigen mit erweiterter Gültigkeitsdauer. Dieser Fahrschein muss sowohl bei Fahrtbeginn als auch beim Umsteigen entwertet werden. Die beiden Enden des Fahrscheins sind entsprechend gekennzeichnet. Wie beim Einzelfahrschein ist das direkte Umsteigen zwischen den Metro-Linien frei.
Für Touristen werden Netzkarten mit 24 und 72 Stunden Gültigkeit angeboten. Für Gruppen bis fünf Personen gibt es eine 24-Stunden-Gruppenkarte (Budapest csoportos 24 órás jegy).

## Skandal 2009
Ende 2009 und Anfang 2010 wurden aufgrund von Ermittlungen wegen Betruges, illegalen Lohnfortzahlungen, überhöhten und unberechtigten Abfindungen, fingierten Beraterverträgen und mafiösen Geschäftsabsprachen der ehemalige stellvertretende Vorstandsvorsitzende der BKV und mehrere ehemalige leitende Manager verhaftet.

## In den Medien
In den Metro-Tunneln der Linien M2 und M3 wurde zwischen 2002 und 2003 der Film Kontroll gedreht. Er gewann mehrere Preise. Während des ironischen Vorspanns des Filmes erklärt der ehemalige Chef der BKV persönlich, dass alle Handlungen und Personen im Film absolut fiktiv sind.